# Дрожь (фильм, 2026)
Shiver (букв. «Дрожь») — будущий американский триллер режиссёра Томми Виркола по его же сценарию. Главные роли в фильме исполнили Фиби Дайневор, Уитни Пик и Джимон Хонсу.
Премьера фильма запланирована на 3 июля 2026 года.

## Сюжет
Во время сильного урагана прибрежный город и его жители вынуждены бороться с природой и нашествием акул. Спасаясь от проливного дождя, обломков и темноты, они объединяются, чтобы выжить в борьбе со смертоносными хищниками.

## В ролях
- Фиби Дайневор
- Уитни Пик
- Джимон Хонсу

## Производство
В мае 2024 года компания Columbia Pictures начала работу над научно-фантастическим триллером под названием Beneath the Storm, сценаристом и режиссёром которого стал Томми Виркола, а главную роль получила Фиби Дайневор. В августе в Австралии начались основные съёмки, к актёрскому составу присоединились Уитни Пик и Джимон Хонсу.
В марте 2025 года фильм получил новое название — «Дрожь».
Премьера фильма запланирована на 3 июля 2026 года. Изначально его планировалось выпустить 1 августа 2025 года.